# Kouassi-Kouassikro
Kouassi-Kouassikro es un departamento de la región de N'Zi, Costa de Marfil. En mayo de 2014 tenía una población censada de 29 612 habitantes.
Se encuentra ubicado en el centro-este del país, al este de la capital nacional, Yamusukro, y al oeste del río Komoé.